# Christian K. Steingruber

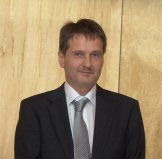
Christian K. Steingruber

Christian K. Steingruber (* 1958 in Linz) ist ein österreichischer Regional- und Heimatforscher, der neben seiner Berufstätigkeit als Leiter einer Tontechnik-Firma durch seine archäologisch-heimatkundlichen Arbeiten bekannt wurde.

## Leben und Wirken
Christian K. Steingruber maturierte 1977 am Musisch-Pädagogischen Adalbert-Stifter-Gymnasium in Linz. Von 1977 bis 1981 studierte er Tontechnik und Elektroakustik am Institut für Elektroakustik an der Universität für Musik und Darstellende Kunst in Wien. Nach der Absolvierung des Zivildienstes 1982 bei der Menschenrechtsorganisation Amnesty International übte er ab 1983 den Beruf des Tontechnikers (Tonmeister) aus. 1989 gründete er in Linz eine eigene Tontechnik-Firma.
Bekannt geworden ist Steingruber durch sein Engagement bei der Erkundung und seinen Einsatz für den Erhalt von Bodendenkmälern in Oberösterreich sowie durch eine Vielzahl archäologisch-heimatkundlicher Arbeiten. Ein besonderes Verdienst war die grundlegende Überarbeitung des „Historisch-Topographischen Handbuches der Wehranlagen und Herrensitze Oberösterreichs“ von Norbert Grabherr, wodurch eine Reihe irriger Verortungen und Fehldeutungen von Befunden korrigiert und viele zusätzliche Objekte aufgenommen werden konnte. Die gewonnenen Informationen wurden und werden kontinuierlich mit den Aufzeichnungen der Oberösterreichischen Landesmuseen, des Oberösterreichischen Landesarchivs, der Abteilung für Bodendenkmale im Bundesdenkmalamt sowie den Ergebnissen anderer Burgenforscher abgeglichen und in einer Datenbank gespeichert.
Steingruber hat an mehreren archäologischen Grabungskampagnen sowie Begehungen und Neuvermessungen von Bodendenkmalen teilgenommen (z. B. bereits 1977 als Student an der Grabungskampagne in Stillfried in Niederösterreich unter der Leitung von Fritz Felgenhauer, der Bestandsaufnahme der ur- und frühgeschichtlichen Bodendenkmale am Kürnberg, von Nekropolen und Burgstellen im Mühlviertel und im Innviertel oder der Begehung und Dokumentation der Relikte der Pferdeeisenbahn Budweis–Linz–Gmunden). Die Ergebnisse sind in zahlreichen Fundberichten auch über bis dahin unbekannt gebliebene Bodendenkmale dokumentiert (z. B. Burg Obermarsbach, Burg Oberwesen, Burgstall Stein, Burgstall bei Wolfstein). Diese Forschungsarbeiten haben sich ebenfalls in der Mitarbeit am Oberösterreichischen Kulturatlas und der 2011 erfolgten Überarbeitung von dem Digitalen Oberösterreichischen Raum-Informations-System DORIS niedergeschlagen. Die erarbeiteten Datensätze und Fotos sind ebenso für das Archäologische Informationssystem für OÖ (AIS) zur Verfügung gestellt worden.
Seine Arbeiten führen dazu, dass das Bewusstsein über bedrohte Kulturdenkmäler geschärft wird und dass von der Zerstörung bedrohte Objekte unter Denkmalschutz gestellt werden.

## Ehrungen
- Kulturmedaille des Landes Oberösterreich, verliehen am 29. April 2014 durch Landeshauptmann Josef Pühringer[4]

## Mitgliedschaften
- „Member of Audio Engineering Society“ in der österreichischen Sektion der AES[Anmerkung 4]
- Mitglied der Gesellschaft für Archäologie in OÖ[Anmerkung 5] (seit 2006)

## Ausgewählte Schriften
- Ernst Fietz (unter Mitarbeit von Steingruber): Von alten Kultmalen in OÖ. Eigenverlag, Linz 1974.
- Ernst Fietz (unter Mitarbeit von Steingruber): Erzählende Steine. Eigenverlag, Linz 1981.
- Siegrid Hirsch (unter Mitarbeit von Steingruber): Heilige Quellen in Niederösterreich und Burgenland. Verlag Freya, Linz 2002, ISBN 978-3-901279-99-7.
- Die Kürnbergburg. In: Oberösterreichische Heimatblätter. 57. Jahrgang, Heft 3/4, Linz 2003.
- Ur- und frühgeschichtliche Denkmäler am Kürnberg bei Wilhering. In: Wilheringer Heimatbuch. Band 1. Wilhering 2006.
- Denkmalschutz für „Wachthäuser“! In: Oberösterreichische Heimatblätter. Heft 1/2, Linz 2006 (land-oberoesterreich.gv.at [PDF]).
- Forschungsraum Kürnberg: Neue Erkenntnisse über ur- und frühgeschichtliche Bodendenkmale. In: Oberösterreichische Heimatblätter. 61. Jahrgang, Heft 3/4, Linz 2007 (land-oberoesterreich.gv.at [PDF]).
- Ausgrabungen in der KG Rufling.
- Die archäologischen Entdeckungen der Katharina Niedermayr. In: Oberösterreichische Heimatblätter. 63. Jahrgang, Heft 1/2, Linz 2009.
- Neue Erkenntnisse zu Norbert Grabherrs Historisch-topographischem Handbuch der Wehranlagen und Herrensitze Oberösterreichs. In: Oberösterreichische Heimatblätter. 65. Jahrgang, Heft 1/2, Linz 2011 (land-oberoesterreich.gv.at [PDF]).
- Eine kritische Betrachtung des Historisch-Topographischen Handbuches der Wehranlagen und Herrensitze Oberösterreichs. Oberösterreichisches Landesarchiv, 2. Auflage, Linz 2013.
- Kritische Anmerkungen zum Historisch-topographischen Handbuch der Wehranlagen und Herrensitze OÖ von Norbert Grabherr. St. Gotthard 2022, S. 1–1177 (ooegeschichte.at).

## Ausgewählte Webpublikationen
- Christian Steingruber (Gestaltung von Franz Straka): Lokomotive Riva – Mori–Arco–Riva. In: schmalspur-europa.at, Mai 2007 (Geschichte der Lokomotive Riva, Baureihe U, Lokomotivfabrik Krauss/Linz, der alt-österreichischen Schmalspurbahn Mori–Arco–Riva).
- Christian Steingruber (gemeinsam mit Franz Straka und Markus Müller): Die Pferdeeisenbahn – 1. Teil. und Die Pferdeeisenbahn – 2. Teil. In: schmalspur-europa.at, 2007.
- Christian Steingruber: Die Pferdeeisenbahn – 3. Teil. Die Grosse Schleife des Franz Anton Ritter von Gerstner. Über die Rettung eines eisenbahngeschichtlichen Denkmals. In: schmalspur-europa.at, September 2007.
- Christian Steingruber (Gestaltung von Franz Straka): Die Parenzaner Bahn. Triest St. Andrae – Buje – Parenzo. In: schmalspur-europa.at, November 2008 (Geschichte und Dokumentation der alt-österreichischen Schmalspurbahn Triest – Porec).
- Kulturatlas – Metadaten. Textliche Beschreibungen. In: doris.ooe.gv.at (PDF; 66 kB; „Korrigiert und ergänzt wurden viele dieser Eintragungen von Christian Steingruber und anderen Interessierten in den Jahren 2009–2011“).
- Christian Steingruber: Geschichte der Burg Freudenstein. In: burgenkunde.at.
- Fundberichte 2008. (PDF) Bundesdenkmalamt, archiviert vom Original am 5. März 2016; abgerufen am 15. Januar 2014 (darin Berichte von Christian Steingruber zu den Ausgrabungen in Rufling (S. 539), Marsbach (S. 625) und Wesenufer (S. 626)).
- Christian Steingruber: Amplification for Quads - Fifth Edition. In: quadesl.org.